# 内山敏夫
内山 敏夫（1944年 - ）は元テレビ東京理事、解説委員長。

## 過去の出演番組
| 期間          | 期間          | 番組名                          | 役職                                   |
| ------------- | ------------- | ------------------------------- | -------------------------------------- |
| 1992年7月     | 1992年9月     | ワールドビジネスサテライト      | メインキャスター ※後年にコメンテーター |
| 1992年10月    | 1993年3月     | ビジネスマンNEWS                | メインキャスター                       |
| 1993年4月     | 1994年3月     | ビジネスレーダー                | レギュラーコメンテーター               |
| 1994年10月    | 1998年9月     | マーケットLIVE                  | 隔日交代でのメインキャスター           |
| 2004年4月     | 2006年9月     | 朝は楽しく!スマイルサプリメント | 月曜日コメンテーター                   |
| 放送期間不明  | 放送期間不明  | ルック@マーケット（BSジャパン） | コメンテーター                         |
| 2005年9月11日 | 2005年9月11日 | 選挙Gyao（GyaO）                | コメンテーター                         |

## 著書
- 経済を見る目はこうして磨く（日経ビジネス人文庫）

| スタブアイコン | サブスタブ | この項目は、まだ閲覧者の調べものの参照としては役立たない、人物に関連した書きかけの項目です。この項目を加筆・訂正などしてくださる協力者を求めています（P:人物伝/PJ:人物伝）。 |